# Dryden (Virginia)
Dryden es un lugar designado por el censo situado en el condado de Lee, Virginia  (Estados Unidos). Según el censo de 2010 tenía una población de 1.208 habitantes.

## Demografía
Según el censo del 2000, Dryden tenía 1.253 habitantes, 453 viviendas, y 329 familias. La densidad de población era de 67,9 habitantes por km².
De las 453 viviendas en un 33,6%  vivían niños de menos de 18 años, en un 54,7%  vivían parejas casadas, en un 14,3% mujeres solteras, y en un 27,2% no eran unidades familiares. En el 24,9% de las viviendas  vivían personas solas el 11,7% de las cuales correspondía a personas de 65 años o más que vivían solas. El número medio de personas viviendo en cada vivienda era de 2,49 y el número medianoo de personas que vivían en cada familia era de 2,96.
Por edades la población se repartía de la siguiente manera: un 22,9% tenía menos de 18 años, un 8,3% entre 18 y 24, un 27,4% entre 25 y 44, un 25,5% de 45 a 60 y un 16% 65 años o más.
La edad media era de 39 años.  Por cada 100 mujeres de 18 o más años  había 87,2 hombres.
La renta media por vivienda era de 21.023$ y la renta media por familia de 25.806$. Los hombres tenían una renta media de 26.250$ mientras que las mujeres 20.250$. La renta per cápita de la población era de 12.825$. En torno al 17,8% de las familias y el 22,3% de la población estaban por debajo del umbral de pobreza.

## Localidades adyacentes
El siguiente diagrama muestra a las localidades más próximas a Dryden.